# Mingačevirská přehradní nádrž
Mingačevirská přehradní nádrž (ázerbájdžánsky Mingəçevir su anbarı) je přehradní nádrž na území Ázerbájdžánu, ležící u města Mingačevir a zasahující do rajónů Goranboj, Mingačevir, Gach, Samuch, Jevlach. Je největší přehradou na Kavkaze. Přehradní jezero má rozlohu 605 km². Je 70 km dlouhé a maximálně 18 km široké. Průměrná hloubka je 27 m a maximální 75 m. Má objem 16,1 km³.

## Vodní režim
Přehradní nádrž na řece Kuře před hrází s vodní elektrárnou byla naplněna v letech 1953-59. Úroveň hladiny kolísá v rozsahu 5,2 m. Reguluje dlouhodobé kolísání průtoku. Přehrada byla vybudována v zájmu rozvoje energetiky, zemědělství, vodní dopravy a také za účelem zamezení povodní na dolním toku Kury. Z přehrady odtékají kromě Kury také Hornokarabašský (172 km) a Hornoširvanský kanál (123 km). Tyto kanály se používají k zavlažování téměř tisíce hektarů zemědělské půdy.